# ¡Cuatro!
¡Cuatro! es un documental de rock de 2013 protagonizado por la banda de punk rock Green Day, dirigido por Tim Wheeler. La película documenta la creación de la trilogía de álbumes de 2012 de la banda ¡Uno!, ¡Dos! y ¡Tré! El documental, dirigido por Tim Wheeler y producido por Tim Lynch (quien previamente había producido Bullet in a Bible en 2005), fue lanzado a través de Reprise Records el 24 de septiembre de 2013. Una versión de 40 minutos del documental se estrenó en VH1 en 2012. El documental contiene imágenes del productor de Green Day Rob Cavallo y los días de la banda componiendo y organizando la trilogía hasta su lanzamiento. ¡Cuatro! fue nominada a un premio Grammy a mejor película musical.

## Contenido
¡Cuatro! contiene imágenes de Green Day en el estudio componiendo, organizando, practicando y discutiendo los álbumes, además de hablar sobre su enfoque para grabar una trilogía de álbumes. El documental también contiene imágenes en vivo de la banda interpretando sus nuevas canciones en espectáculos de clubes pequeños en los Estados Unidos en 2011 y 2012.

## Producción
Cuando Green Day ingresó al estudio para grabar la trilogía, se publicaron múltiples clips en el canal de YouTube de la banda de ellos creando los álbumes. Mike Dirnt, bajista de Green Day dijo que «Durante el último año, mientras grabábamos nuestra trilogía, publicamos varios clips cada semana para que los fanáticos puedan ver partes del proceso de grabación de ¡Uno! ¡Dos! ¡Tré!. ¡Cuatro! acerca a nuestros fanáticos un paso más al darles aún más acceso y revelar cómo fue para nosotros hacer estos discos». El guitarrista principal y vocalista de la banda, Billie Joe Armstrong, le dijo a Billboard que su objetivo para ¡Cuatro! como un documental «no iba a ser el momento en el que yo me sentaba y decía: 'Empezamos, bla, bla, bla'». «Queríamos entrar en los estilos de vida del rock 'n' roll y tocar rock 'n' roll y dejar que la historia se cuente sola en lugar de crear una (historia) revisionista». El baterista, Tré Cool, le dijo a BBC Breakfast que el propósito del documental era mostrarles a los fanáticos cómo es hacer un disco al darles una mirada interna al proceso, y dijo que «la gente pregunta cómo es hacer un disco. Es como si alguien preguntara a qué sabe una salchicha, puedes describirlo, o simplemente puedes darle a alguien una salchicha».

## Lanzamiento y recepción
Un documental sobre la realización de ¡Uno! ¡Dos! ¡Tré! fue anunciado el 9 de julio de 2012, ¡Cuatro!, que en su momento se tituló ¡Quatro!, fue confirmado posteriormente el 21 de noviembre de 2012. Una versión de 40 minutos del documental se estrenó una semana después en VH1 el 28 de noviembre de 2012 y posteriormente se emitió en MTV2 y Palladia. El documental completo hizo su debut en los Winter X Games XVII en enero de 2013, y luego se proyectó nuevamente en SXSW en marzo de 2013. ¡Cuatro! fue lanzado originalmente exclusivamente para ¡Uno!, ¡Dos! y ¡Tré! el 8 de abril de 2013 y luego se lanzó junto con ¡Tré! el 26 de agosto de 2013. El documental fue lanzado solo en DVD y digitalmente el 24 de septiembre de 2013.
¡Cuatro! recibió críticas generalmente positivas tras su lanzamiento. Crackle le dio a la película una puntuación de 4 sobre 5. ¡Cuatro! también fue nominada a un premio Grammy a mejor película musical.
| Lista (2013)                | Mejor posición |
| --------------------------- | -------------- |
| Australia (ARIA Music DVDs) | 26             |

## Personal
| - Billie Joe Armstrong: guitarra, voz - Mike Dirnt: bajo, coros - Tre Cool: batería - Jason White: guitarra - Rob Cavallo: productor de ¡Uno! ¡Dos! ¡Tré! Producción - Tim Lynch: productor - Pat Magnerella: productor ejecutivo - Tieneke Pavesic: productor - Michael Pizzo: coproductor - Devin Sarno: productor | Cinematografía - Joseph Aguirre - Chris Dugan - Alex Kopps - Greg Schneider Edición - Tim Wheeler Departamento de sonido - Chris Dugan: mixing - Tim Hoogenakker: regrabación de sonido |